# 科爾縣 (密蘇里州)
科爾縣（英語：Cole County）是美国密蘇里州中部的一個縣，北界密苏里河，面積1,034平方公里。根據2020年美國人口普查，共有人口77,279人。縣治傑佛遜城（Jefferson City）也是該州的首府。該縣成立於1820年11月26日，縣名紀念當地早期的拓荒者史蒂芬·科爾（Stephen Cole）。